# Лофтус Версфелд (стадион)
„Лофтус Версфелд“ е стадион за футбол и ръгби в град Претория, Република Южна Африка.
Стадионът има капацитет от 51 762 места. През юни 2010 г. съоръжението приема 6 мача от Мондиал 2010.

## История
Стадионът е наречен на Робърт Оуен Лофтус Версфелд – основателя на организирания спорт в Претория. През годините съоръжението е сменяло името си много пъти, спонсори са идвали и са си отивали, но местните винаги са го наричали Лофтус Версфелд.
Мястото на стадиона за първи път се използва за спорт през 1906 г. Първата бетонна конструкция е издигната от Градския съвет през 1923 г. Първоначалното тя побира само 2000 зрители.
След смъртта на Лофтус Версфелд през май 1932 г. съоръжението е наречено на него в знак на почит към човека, който е направил много за развитието на спорта в областта. Оттогава стадионът се нарича „Лофтус Версфелд Стейдиъм“.

## Мондиал 2010
Следните мачове от Мондиал 2010 са изиграни на този стадион.
| Дата       | Час (UTC+2) | Отбор #1 | Рез.          | Отбор #2 | Фаза        | Зрители |
| ---------- | ----------- | -------- | ------------- | -------- | ----------- | ------- |
| 13-06-2010 | 16.00       | Сърбия   | 0–1           | Гана     | Група D     | 38 833  |
| 16-06-2010 | 20.30       | ЮАР      | 0–3           | Уругвай  | Група A     | 42 658  |
| 19-06-2010 | 20.30       | Камерун  | 1–2           | Дания    | Група E     | 38 074  |
| 23-06-2010 | 16.00       | САЩ      | 1–0           | Алжир    | Група C     | 35 827  |
| 25-06-2010 | 20.30       | Чили     | 1–2           | Испания  | Група H     | 41 958  |
| 29-06-2010 | 16.00       | Парагвай | 0–0 (5–3 дуз) | Япония   | Осминафинал | 36 742  |

|  | Тази страница частично или изцяло представлява превод на страницата Loftus Versfeld Stadium в Уикипедия на английски. Оригиналният текст, както и този превод, са защитени от Лиценза „Криейтив Комънс – Признание – Споделяне на споделеното“, а за съдържание, създадено преди юни 2009 година – от Лиценза за свободна документация на ГНУ. Прегледайте историята на редакциите на оригиналната страница, както и на преводната страница, за да видите списъка на съавторите. ВАЖНО: Този шаблон се отнася единствено до авторските права върху съдържанието на статията. Добавянето му не отменя изискването да се посочват конкретни източници на твърденията, които да бъдат благонадеждни. |